# Изображая бога
«Изображая бога» (англ. Playing God) — драма 1997 года, фильм, снятый Энди Уилсоном. В главных ролях: Дэвид Духовны, Тимоти Хаттон и Анжелина Джоли.

## Сюжет
Хирурга в исполнении Дэвида Духовны лишают лицензии после смерти пациентки во время операции, которую он проводил под воздействием амфетамина. После попыток уйти от реальности в течение нескольких месяцев герой приходит к наркотикам. При покупке очередной дозы в баре он становится свидетелем бандитской разборки и спасает жизнь раненой жертве, применив свой талант врача. После этого он попадает в поле зрения лидера местной преступной организации и становится их придворным доктором, а также им заинтересовывается ФБР.

## В ролях
- Дэвид Духовны — Юджин Сэндс
- Тимоти Хаттон — Раймонд Блосом
- Анджелина Джоли — Клер
- Майкл Масси — Гейдж
- Петер Стормаре — Владимир
- Эндрю Тирнан — Кирилл
- Гари Дурдан — Ятес
- Джон Хоукс — Флик
- Уилл Стюарт — Перри
- Филип Мун — Кэси
- Павел Лычников — Андрей
- Трейси Уолтер — Джим
- Сандра Киндер — Сью
- Билл Розье — Джерри
- Кеон Янг — мистер Кси
- Стелла Гарсия — южноафриканская деловая женщина

## Съёмочная группа
- Режиссёр: Энди Уилсон
- Сценарий: Марк Хэскелл Смит
- Продюсеры: Лора Бикфорд, Марк Абрахам
- Исполнительные продюсеры: Томас Э. Блисс, Эрмиэн Бернстайн
- Оператор: Энтони Б. Ричмонд
- Художник: Наоми Шохэн
- Композитор: Ричард Хартли
- Монтаж: Луиз Рубаки
- Костюмы: Мэри Зофрис